# Harim
Harim (àrab: حارم, Ḥārim; turc: Harim) és una ciutat del nord de Síria a la governació d'Idlib. La població (2008) és de 21.934 habitants. Està situada a 88 km a l'oest d'Alep i a 39 km a l'est d'Antioquia al peu del Djabal al-Ala. Està dominada per una antiga fortalesa que porta el mateix nom.
Era un lloc de poca importància, on els pastors recollien els ramats (el nom deriva de l'arrel semita hmr, en sentit de lloc tancat). La primera fortalesa fou un petit castell romà d'Orient, ocupat pels àrabs vers el 634, però recuperada en data incerta pels romans d'Orient que la van conservar fins al 1084 quan la va ocupar el seljúcida Sulayman ibn Kutulmish. El 1086 se'n va apoderar Malik Shah.
Durant el Setge d'Antioquia de la Primera Croada, Robert II de Flandes i Bohemon de Tàrent foren enviats a Harim, que s'havia identificat com la base principal dels contratacs musulmans, però no van aconseguir prendre-la en l'atac del 18 de novembre de 1097. Després del 1098 va esdevenir una fortalesa important amb l'establiment dels croats a Antioquia de l'Orontes i els francs el van ocupar i el van reforçar per controlar el pas cap al Djisr al-Hadid i al mateix temps protegir Antioquia de possibles atacs musulmans. Aquestos van fer diversos intents fins que finalment el 12 d'agost de 1164 Nur al-Din va derrotar les forces dels croats del principat d'Antioquia, fel comtat de Trípoli, de l'Imperi Romà d'Orient i del Regne Armeni de Cilícia; diversos caps militars croats foren fets presoners i la fortalesa ocupada. Nur al-Din la va cedir en feu a l'amir Madj al-Din Abu Bakr ibn al-Daya.
El 1183 la va dominar Saladí liquidant la sobirania zengita i cedint la fortalesa a un parent seu de nom Ibrahim ibn Shirwa. Els croats van intentar més d'una vegada recuperar el castell però no van reeixir. Al-Malik al-Zahir Ghazi, emir d'Alep (1186-1216) fill de Saladí, va reconstruir les defenses segons acredita una inscripció a la porta d'entrada de la fortalesa datada el 1199. El 1260 fou ocupada pel mongol Hulagu i en endavant va perdre importància.
Alguns autors assenyalen la bellesa dels seus jardins. Modernament a la zona es conrea l'olivera i és mercat comarcal de productes agrícoles.